# Forez (província)
El Forez (pronunciació: /fɔ.ʁɛ/; en occità: Forés, en arpità: Forêz) és una regió natural i històrica francesa situada, majoritàriament, al centre de l'actual departament del Loira (regió d'Alvèrnia-Roine-Alps). Constituïda per una vasta plana travessada pel riu Loira i encerclada de muntanyes, la regió de Forez correspondria als límits del pagus forensis o pays de Feurs (l'antic forum segusiavorum que va donar nom a la regió). Aquest pagus fou una de les divisions administratives del territori dels segusiaves sota August, que persistí fins a l'època carolíngia. Aquesta regió és al cor del Comtat de Forez i després de la província de Forez durant l'Antic Règim, aquest darrer englobant més tard una bona part de les regions de Roannais i Jarez (incloent-hi la ciutat de Sant-Étienne).
Culturalment la regió del Forez s'associa a un paisatge general de caràcter rural, que va de la plana fins als Hautes Chaumes; amb l'aigua (el Loira i els seus afluents, canal Forez, estanys, fonts d'aigua mineral - Badoit, Parot, Montarcher - i banys termals); a la producció agrícola (côtes-du-Forez, fourme de Montbrison, cou nu du Forez); a edificis de l'Edat mitjana (esglésies, priorats i castells) i del Renaixement (Château de la Bâtie d'Urfé); a l'artesania artesanal i a la indústria dels camps tèxtils (seda i teixits mèdics), del ferro (La Boule Obut, Chapuis Armes) i del vidre (Verrerie de Saint-Just).
Els habitants de Forez s'anomenen forinats' en occità o foréziens en francès i la llengua arpitana que s'hi parlava tradicionalment és el forézien. L'ús de l'occità era comú a l'oest i al sud-oest del Forez. El Forez és l'escenari d'un destacat llibre de la literatura francesa: L'Astrée d'Honoré d'Urfé.

## Toponímia
L'explicació del nom Forez per l'homofonia amb forest ('bosc' en occità), sovint considerada inadequada, no obstant això, es podia basar en un origen comú dels dos mots. En efecte, el carolingi pagus forensis podria haver rebut el seu nom de la ciutat de Feurs (l'antic Forum Segusiavorum, literalment el fòrum dels segusiaves), el topònim "Forez", derivat de forum segusiavorum probablement designava al principi totes les antigues terres públiques (ager publicus) dels segusiaves lliures que vivien fora de la colònia romana de Lugdúnum, terres públiques que després haurien constituït el comtat.

## Pronunciació
La z final del nom Forez és muda de manera general en francès, especialment al departament del Loira. En aquest esguard la pronunciació segueix la dels topònims francoprovençals. A l'alfabet fonètic internacional (AFI), el nom de la província diu /fɔ.ʁɛ/ i, per tant, es pronuncia igual que els mots francesos forêt (bosc) i foret (broca).
En termes generals, en la pronunciació regional, les terminacions S, ST, Z, PT, X dels noms propis no es pronuncien. Per exemple, Saint-Just-en-Chevalet es pronuncia /sēn ju an shvalè/, Villerest /vilrè/, Marclopt /marclô/, Nandax /nanda/, etc. Saint-Genest-Lerpt, al costat de Saint-Étienne, es pronuncia simplement com a /sēn genè lér/, així com Saint-Priest-en-Jarez que es pronuncia /sēn prié en jarè/ a diferència de Saint-Priest al Roine per exemple, actualment pronunciat /sēn priest/ pels seus habitants mentre que als anys 60 els vells del lloc pronunciaven "sēn priè".
Tanmateix la z final no és emmudida a la part de l'Alvèrnia que afronta amb la vall de Dore (a la part occidental dels Monts de Forez i la resta del Puy-de-Dôme). En efecte, en aquesta zona la pronunciació del nom és d'arrel occitana i, per tant, la de l'occità. Així, un habitant de Tièrn pronunciarà la z mentre que un de Roanne no la pronunciarà.

## Geografia
Aquesta regió és formada per una plana homònima travessada pel riu Loira, el vessant oriental dels Monts de Forez i el vessant occidental de les muntanyes lioneses.
Es poden identificar almenys 154 municipis pertanyents a aquesta regió, la majoria dels quals s'agrupen dins d'un Pays du Forez (132 municipis el 2016).

### La plana de Forez

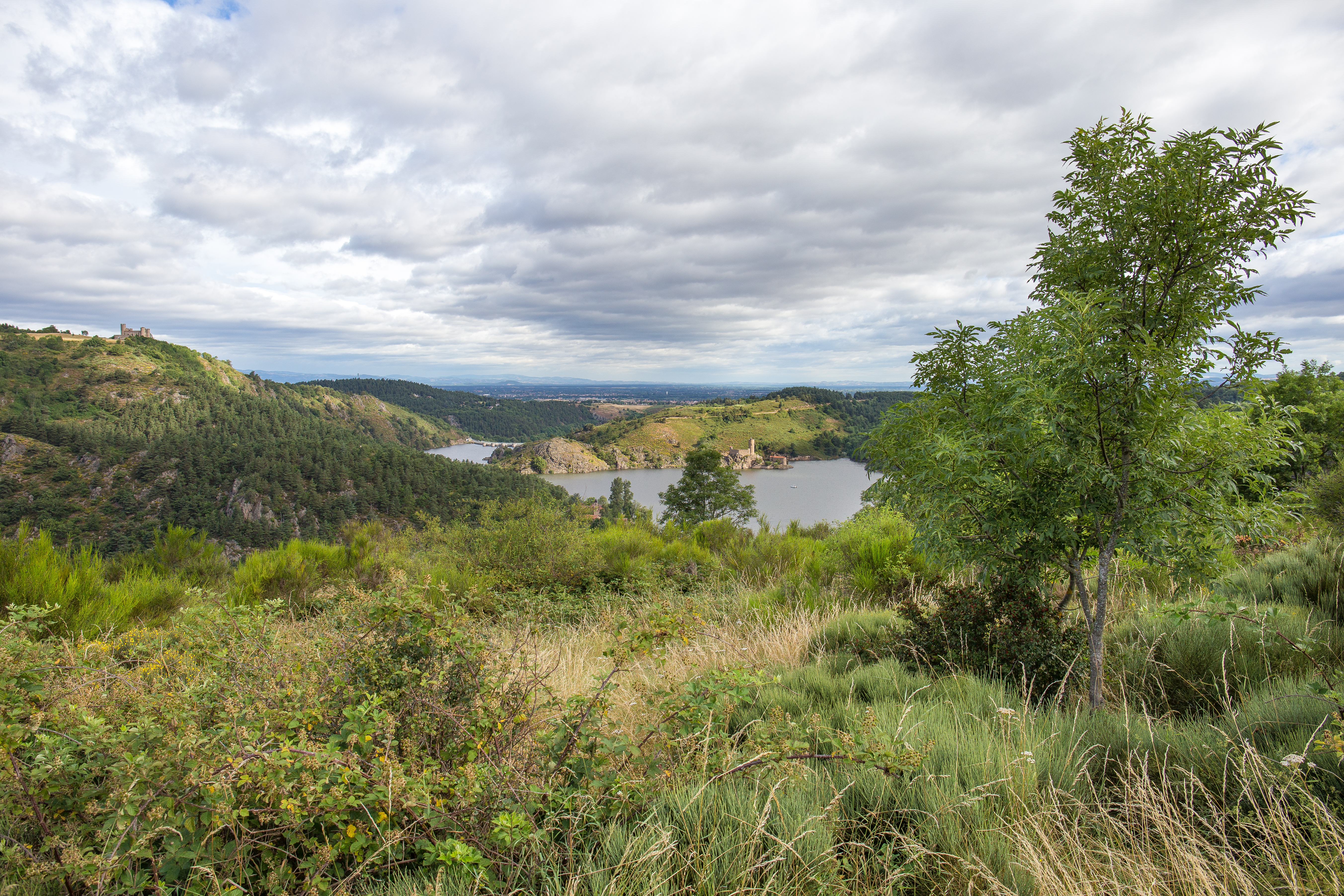
Des de l'altiplà de Condamines a Sant-Victor-sur-Loire, el llac de Grangent amb el seu castell, i a les altures el castell d'Essalois. Juny 2017.

La plana de Forez s'estén sobre uns 760 kilomètres carrés a l'est del Massís Central, al centre del departament del Loira, entorn una altitud d'uns 350 m i 400 m. Correspon a un enfonsament del període terciari emmarcat per les muntanyes del matí (monts du Lyonnais) a l'est, les muntanyes del soir (monts de Forez) a l'oest, el llindar de Neulise al nord i les gorges del Loira al sud. El terreny és cobert d'una grossa capa d'al·luvions composta per capes d'argila i sorra granítica. La plana de Forez pertany, amb la plana alsaciana i la Limagne, al sistema de planures d'esfondraments del rift europeu occidental que va del mar del Nord a la Mediterrània datat de l'Eocè i l'Oligocè.
L'aigua és molt present a la plana de Forez. En efecte, el Loira la travessa de sud a nord. A més, aquesta plana és esquitxada de nombroses basses creades a partir del segle xiii per a la piscicultura. hi ha uns 300 étangs per una superfície de 1.500 hectares, però hi havia entre 600 étangs a principis del s. XIX, per una superfície de 3.600 o 3.000 hectares. La plana també és regada pel canal Forez. A més, encara s'exploten diverses fonts d'aigua mineral: Badoit a Saint-Galmier i Parot a Saint-Romain-le-Puy. Finalment, si la hidroteràpia a Montrond-les-Bains data de 1885, Moingt va acollir a l'època romana les termes i que s'anomenaren Aquae Segetae.
El sud de la plana és lligat a les seves activitats industrials i la rurbanització a l'aglomeració de Saint- Etienne, el nord ha conservat un caràcter més rural, polaritzat per les ciutats de Feurs i Montbrison.
El sud de la plana es va industrialitzar a partir dels anys mil nou-cents seixanta. Sota la iniciativa de les comunes d'Andrézieux i Bouthéon (encara separades a l'època), Saint-Just i Saint-Rambert (de la mateixa manera), Bonson i Saint-Cyprien, s'engegà una política de desenvolupament industrial, sota la impulsió del SEDL. (Société d'équipement et de développement de la Loire). El prefecte dirigí els esmerços, i promogué els agrupaments de municipis. Al principi es tractava d'atraure nous negocis de fora de la regió. Els resultats arribaren a la dècade del 1970. De fet, foren empreses de Saint-Étienne o de les valls de l'Ondaine i el Gier les que s'han instal·lat, no compensant la caiguda de llocs de feina en aquests antics territoris en l'operació de deslocalització. L'avantatge d'aquests nous territoris provenia del baix cost de les terres agrícoles, i del fet que la terra disponible era plana. Amb el nou aeroport, aquesta zona ara ha perdut totalment el seu caràcter rural, però gaudeix d'un cert benestar econòmic.

### El vessant oriental dels monts de Forez

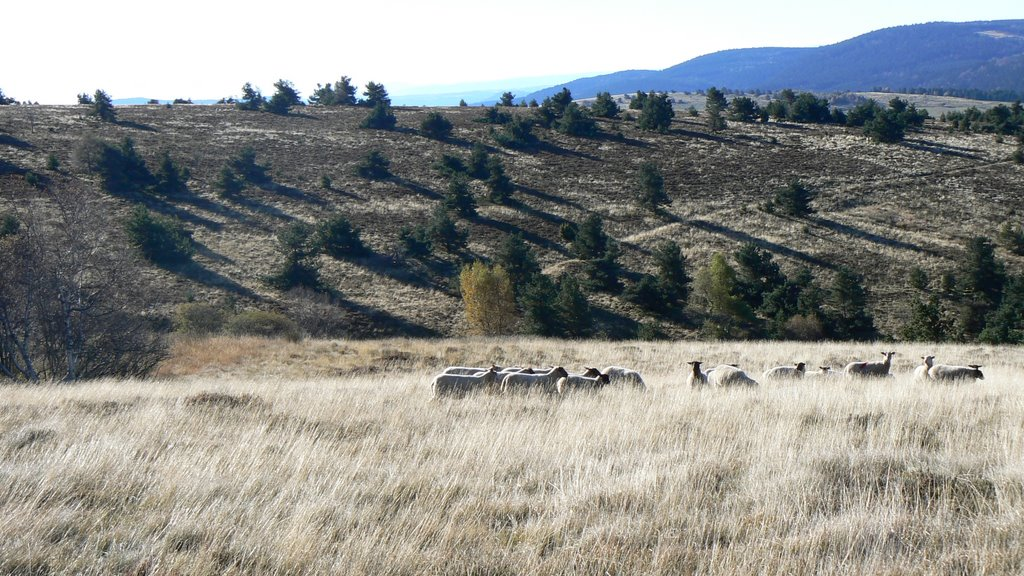
Landa als Monts de Forez

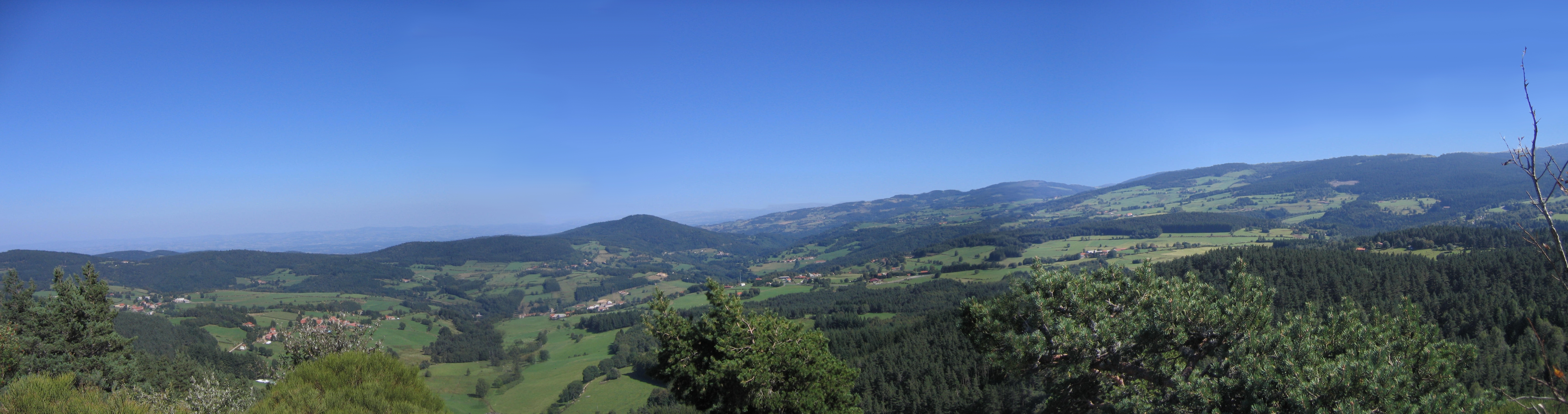
Vista des de la roca de l'Olme

Situats a l'oest del departament del Loira, els monts de Forez s'anomenen localment les montagnes du Soir. El punt més alt és Pierre-sur-Haute (1.634 m). La base de les muntanyes de Forez és formada per roques magmàtiques (granits) i metamòrfiques (gneis). L'elevació dels monts es produí a l'era primària. Al Terciari, el cicle alpí configurà el relleu actual amb muntanyes i valls. Aquest episodi s'acabà amb una fase volcànica del Miocè. Aleshores les glaciacions quaternàries van erosionar el paisatge modelant la forma actual.
A uns 1.400 mètres sobre el nivell de la mar, extensos boscos de faigs i avets donen pas a landes i torberes amb una notable diversitat florística: les Hautes Chaumes, un lloc catalogat Natura 2000 que també alberga la Reserva Natural Regional de Jasseries de Colleigne. El clima de les Hautes Chaumes es caracteritza per la presència del burle, un vent del nord que forma grans munts de neu i que explica l'absència d'arbres als altiplans cims, així com una boira freqüent (132 jours a l'any) sovint acompanyada de glaçades.
La línia de carena dels monts de Forez constitueix una frontera natural est-oest entre dues zones diferenciades encara que molt relacionades:
- El vessant oriental de les Monts de Forez i la plana del Forez fins als Monts de Lyon formaven el cor de l'històric comtat. Els dialectes arpitans encara eren habituals al s. XX;
- El vessant occidental de la cadena (part de l'actual departament de Puy-de-Dôme, entre el llit de la Dore i la línia de les carenes), afronta amb l'Alvèrnia; L'occità del nord hi va romandre fins al s. XX.[8] Aquest vessant occidental mai no va formar part estrictament de la província de Forez.

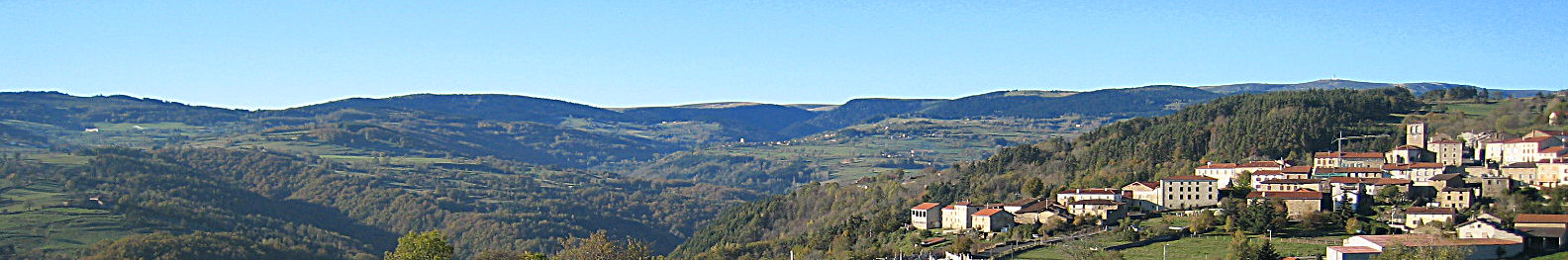
Les Monts de Forez de Saint-Georges-en-Couzan

### El país de Forez
El Pays, en l'accepció de les lleis Pasqua i Voynet, és un lloc privilegiat per a la cooperació entre les autoritats locals. A Forez, pren la forma d'un syndicat mixte des Pays du Forez, creat l'any 2004 i agrupant vuit intercommunalités de la regió de Forez (els set primers situats al Loira i l'últim al Puy-de-Dôme):
- Comunitat urbana de Loire Forez
- Comunitat de comuns Morning Hills
- Comunitat de municipis de Feurs en Forez
- Comunitat de municipis de les muntanyes de l'Alt Forez
- Comunitat de municipis del Pays d'Astrée
- Comunitat de municipis del Pays de Saint-Bonnet-le-Château
- Comunitat de municipis del País de Saint-Galmier
- Comunitat de comuns de la Vallée de l'Ance

El 2016 el Pays du Forez cobria la major part de la regió històrica i natural de Forez, és a dir, una àrea de més de 2013 km² repartida en 132 municipis i una població de 169.700 habitants.
L'associació conjunta també té el segell nacional Pays d'art et d'histoire du Forez des del 2006. L'any 1998 ja s'havia obtingut una primera etiqueta per a 90 municipis.

### Els límits de l'antiga província
Com a antiga província i antic comtat, Forez s'estenia per la regió de Forez pròpiament dita però també en una bona part de Roannais, Lyonnais i Jarez, amb incursions als actuals departaments de l'Alt Loira, Puy-de-Dome i Allier.
Encara que poguessin haver-se modificat al llarg dels segles per divisions, matrimonis i transaccions, els límits geogràfics de la província de Forez són:
- nord : les muntanyes de Charolais
- Cap a l'est : les muntanyes de Lyonnais i Beaujolais
- Sud: les muntanyes de Velay i Jarez
- Oest: les muntanyes de Forez, els Bois Noirs i els monts de la Madeleine
- Al centre: una plana travessada pel Loira, reduïda al nord per formar després la plana de Roanne

Al nord, els límits de l'antiga província de Forez són força llunyans, puix que engloben la petita ciutat medieval de Montaiguët-en-Forez que, situada al departament d'Allier, es troba en una gran part al nord-oest de Roanne. D'altra banda, si Roanne es troba històricament a Forez, encara que separada de la plana de Forez pel pas de Neulise, la ciutat que fa front a l'altra riba del Loira, Le Coteau, era unida a l'antiga província de Beaujolais.
La capital d'aquest territori fou Feurs i després Montbrison, dues poblacions de la plana de Forez, però d la fi de l'Antic Règim ençà, amb l'acme de la indústria, fou Saint-Étienne, ciutat de l'antic Jarez, que esdevingué la ciutat més considerable de Forez».

### Liuradés-Forés (Livradois-Forez)
El nom de Forez participa en la denominació del parc natural regional de Livradois-Forez, creat l'any 1986, situat principalment al vessant occidental de les muntanyes de Forez, en la seva major part al Puèi de Doma (principalment districtes d'Ambert i de Thiers), però també al nord de l'Alt Loira. Des del 2011 cinc comunes del Loira també formen part d'aquest parc natural regional. Tres ciutats més del Loira s'hi van unir el 2017.

## Història

### De l'edat de pedra a l'edat del bronze
La presència humana a Forez es remunta a fa 100.000 ans. Hi ha, doncs, puntes i raspadors característics a la plana de Forez: s'han identificat un miler d'eines de sílex arreu del departament. Els vestigis, malgrat ser més nombrosos al Roannais, tanmateix no testimonien una presència humana més important que al Forez estricte: la important capa de sediments de la plana pot amagar molts objectes. El testimoni més antic i significatiu de la presència del Paleolític superior, descobert l'any 1880, es troba en realitat prop de Villerest, a les gorges del Loira, prop de l'agglomération de Roanne. D'altra banda, la Grotte des fées de Sail-sous-Couzan, al Forez, destaca com un lloc on s'ha trobat un centenar de sílex tallats, en part del Magdalenià (17.000 a 12.000 aC).

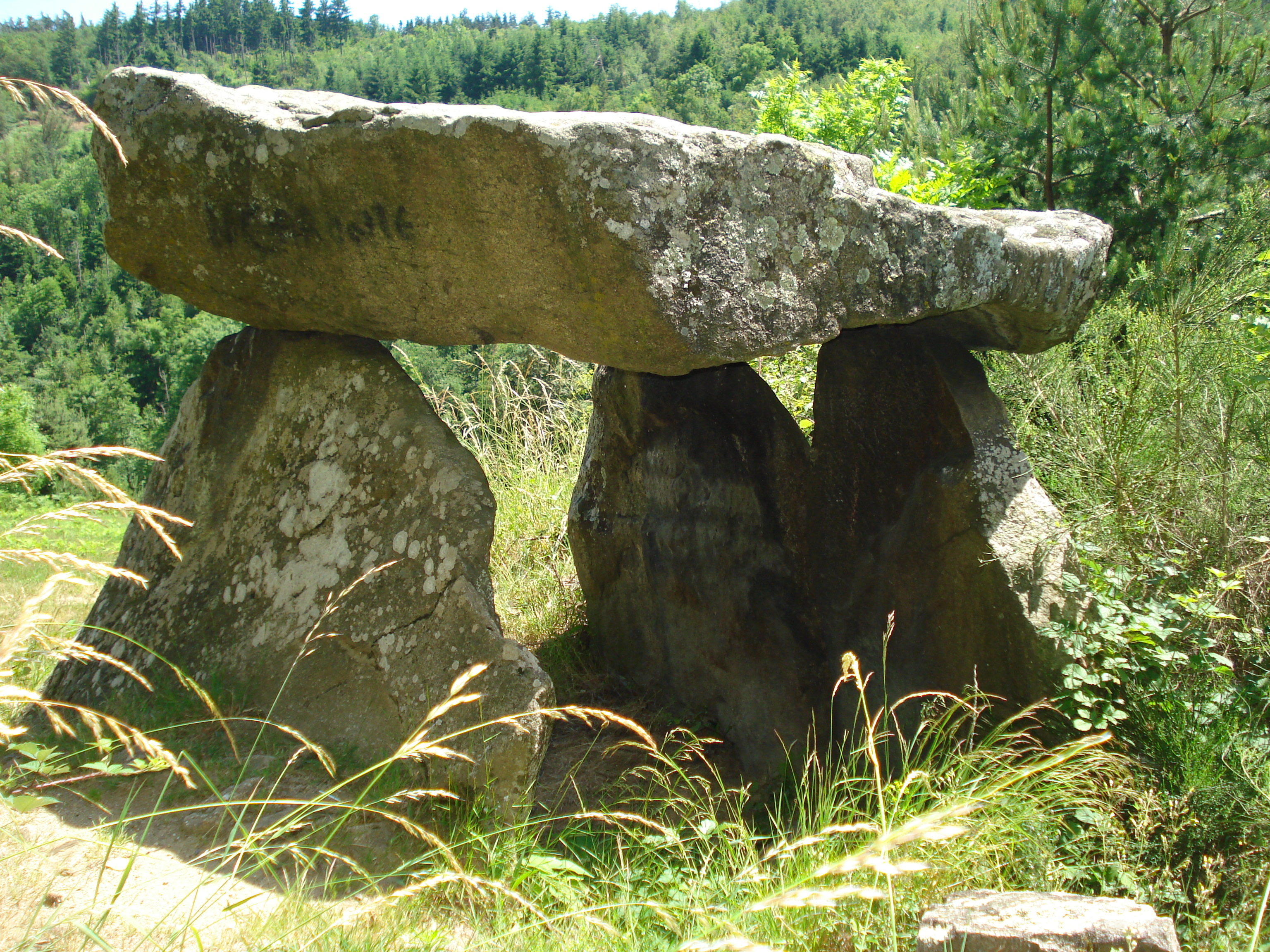
Dolmen de Roche-Cubertelle (Luriecq)

El neolític va donar abundants mostres de restes superficials a la plana de Forez: dòlmens a Balbigny (avui destruït), destrals bifacials a Précieux, dolmen de Roche-Cubertelle a Luriecq a les properes Monts de Forez. La civilització chasseana, entre el IV i el III mil·lenni aC deixà importants traces pel que fa a ceràmica, sílex, puntes de fletxa o moles, com a Saint-Georges-en-Couzan, Périgneux o a les muntanyes d'Uzore.
L'edat del bronze deixà importants restes del bronze mitjà i final (entre el 1500 i el 800 aC). S'han trobat braçalets de bronze del bronze mitjà (Vinol, comuna de Bard), una destral de taló i falç (Précieux) o fins i tot diversos objectes aïllats a Lijay (comuna de Débats-Rivière-d'Orpra), Essalois (comuna de Chambles) o a Chalmazel. Per al bronze final, s'ha trobat una destral de taló així com d'una daga a les muntanyes de Lyonnais a Grammond, fragments d'una fulla al Bout du Monde a Feurs, o un nou braçalet decorat a Montverdun.
Recentment diverses excavacions han posat de relleu nous elements pel que fa a l'ocupació de la plana del Forez al Neolític i a l'edat del bronze:
- Étang Bachat, Craintilleux, primeres traces d'ocupació agrícola datades al primer Neolític, cap al 5000 aC[16]
- La Châtre-Tassin-Poirier, Saint-Laurent-la-Conche - Marclopt[17]
- La Font de l'Or, Cleppé[18]
- Chambéon i Magneux-Haute-Rive[19][20]
- Lloc anomenat Les Chaninats a Andrézieux-Bouthéon: indicis d'un assentament de l'edat del bronze primerenc (vers l'any 2000 aC)[21]

### Antiguitat

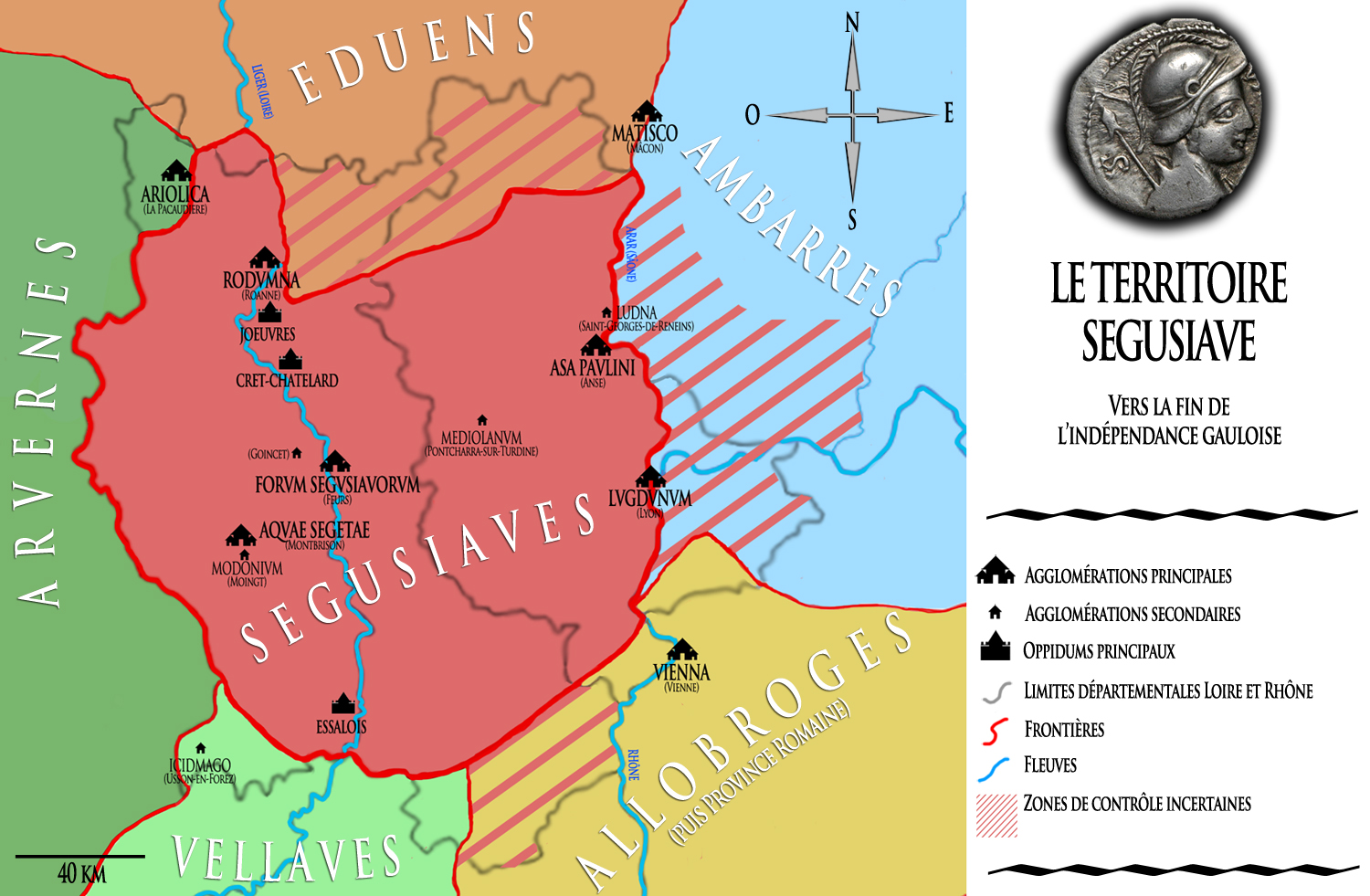
El territori dels segusiaves

El territori dels segusiaves s'estenia inicialment pel Forez i també per la majoria dels actuals departaments del Loira i del Roine, almenys fins a Lió i les ribes del Saona.
Abans del 43 aC els colons militars expulsats de Viena hi havien trobat refugi amb el lloc on s'havia de fundar Colonia Copia Felix Munatia, aviat rebatejada Copia Lugdunum. La pèrdua d'aquest territori explicaria que, sota August, Roma reconegués a Forum Segusiavorum el títol de ciutat lliure i així als segusiaves l'estatus legal de gent lliure (Civitas Segusiavorum Libera).

### Comtat de Forez

Escut d'armes dels comtes de Forez: camp de gules amb dofí daurat

Les fonts històriques relatives a Forez són ben conegudes i es publicaren íntegrament sota el títol de «chartes du Forez». El Forez es va unir al regne de Borgonya cap a l'any 955, probablement aportat com a dot durant el matrimoni de Matilde de França amb Conrad de Borgonya. A partir d'aleshores s'instaurà una disputa crònica entre l'autoritat del comtat de Forez i l'Església de Lió sobre la qüestió dels drets sobre Lió i els Lyonnais que es perllongà fins a la fi del segle xii.
L'any 1167 el comte Guigues II, sota la protecció del rei, va rendir homenatge a Lluís VII per tots els reductes que ocupava per al rei a Forez.
Després d'una primera transacció que restituïa els drets del comte sobre Lió, l'any 1173 es va concloure la permutatio, l'escriptura de venda de la majoria de les possessions del comte a Lió, acord que va ser ratificat pel rei de França i el papa. El comte de Forez va renunciar a les seves pretensions sobre tota la riba esquerra del Saona, mentre que molt probablement va assegurar l'adhesió futura del seu fill petit Renaud de Forez a l'arxidiòcesi de Lió.
De la primerria del segle xii ençà el Forez apareix a les cartes com a terra «lliure» on la compra, la venda i la transmissió dels terrenys es feia, amb l'ajuda dels dret d'ús, amb tota llibertat. De la mateixa manera, les fonts no esmenten cap sistema de servitud.
El títol de capital de comtat fou retirat a la ciutat de Feurs, el 6 de maig de 1441, per cartes patents de Carles I de Borbó, 5è duc de Borbó, duc d'Alvèrnia, comte de Forez i comte de Clermont (en Beauvaisis) i concedida a la ciutat de Montbrison. Aquesta transferència de capital fou confirmada l'any següent per altres cartes patents signades a Moulins. Tanmateix, l'antiga ciutat continuarà de tenir un cert paper en la vida del feu del comte.
Tres dinasties de comtes succeïren a Forez; l'últim és fou la de Borbó, que adquiriren pel matrimoni de Lluís II, duc de Borbó, amb Anna de Forez, delfina d'Alvèrnia, única hereva d'aquest comtat. Després de la deserció del conestable Carles III (1523), Forez va ser confiscat i poc després (1531) es va reunir amb la corona de França.

El govern general de Lió al, amb les províncies del Lionès, Forez i Beaujolais i els actuals municipis i departaments.

En 1542 la província de Forez integrava la Generalitat de Lió, una estructura administrativa que comprenia també les províncies del Lionès i el Beaujolais.

### De la Revolució a avui dia

#### Del departament de Rhône-et-Loire fins al del Loira
Durant la Revolució Francesa la província de Forez es va integrar en el departament efímer de Rhône-et-Loire (1790-1793) que es va fer càrrec dels límits territorials de la generalitat de Lió. Aquest departament tingué una breu durada perquè, arran de la sublevació de Lió contra la Convenció Nacional, es va dividir en dos:
- a l'est el departament del Roine (Lionès i Beaujolais)
- a l'oest, el departament del Loira (Forez, part del Beaujolais i els Monts du Lyonnais) amb capital a la ciutat de Feurs el 1793, després a Montbrison el 1795 i finalment Saint-Étienne des del 1855.

#### Forez, bressol del ferrovies franceses
El Forez fou la primera regió francesa equipada amb ferrocarrils. El primer circulà, a partir de 1827, de Saint-Étienne fins al port d'Andrézieux, al Loira, on el carbó dut de Saint-Etienne per ferrocarril era transbordat en vaixells rudimentaris dissenyats per a un sol viatge, el "rambertes" o "salambardes".
El 1830 els germans Seguin obriren una segona línia de Saint-Étienne a Lió per la vall del Gier.
L'any 1833 la primera línia Saint-Étienne-Andrézieux es va estendre fins a Le Coteau prop de Roanne, travessava tota la plana del Forez de sud a nord i franquejava el pas de Neulise. El traçat d'aquesta antiga línia encara és clarament visible entre Balbigny i Roanne, aquesta part del traçat havia estat abandonada i traslladada quan la línia de Nevers a Lió es va obrir al llarg de Saint-Germain-des-Fossés i Roanne el 1858.
El 1838 entrà en servei el primer tramvia de França a la carretera entre Montrond-les-Bains i Montbrison, a 15 kilomètres al llarg de la plana de Forez.

#### Metamorfosi del paisatge de la plana del Forez alseglexix
La vasta conca de la plana de Forez fa temps que dificulta l'agricultura humana. A causa de les seves característiques geològiques i per la manca de relleu, forma sòls prims i inundats d'aigua durant bona part de l'any, essent per contra l'estiu de caràcter abrasador, assecant greument el terreny. La poca humitat del sòl impedeix el desenvolupament de vegetació alta, i els arbres són escassos. La plana fa viure durament als seus pagesos, la qualitat mediocre dels seus sòls requereix un treball dur per a resultats molt magres. Per a empitjorar les coses, l'aigua estancada degut a un drenatge ineficient forneix un brou de cultiu per a malalties i la mortalitat era alta. Aleshores, els cereals es conreaven principalment dins de grans finques que empraven uns quants graners miserables (parcers). Els grans terratinents, incurosos per les seves terres, l'estat dels seus graners i més preocupats pel rendiment econòmic, van afavorir aleshores els conreus més rendibles econòmicament. Les difícils condicions de vida i de feina així com l'elevada mortalitat atreien poc, la qual cosa donà lloc a una densitat de població de vegades molt baixa, molt inferior a la populosa dels monts de Forez. François Tomas diu que l'estructura agrària de la plana devora els homes.

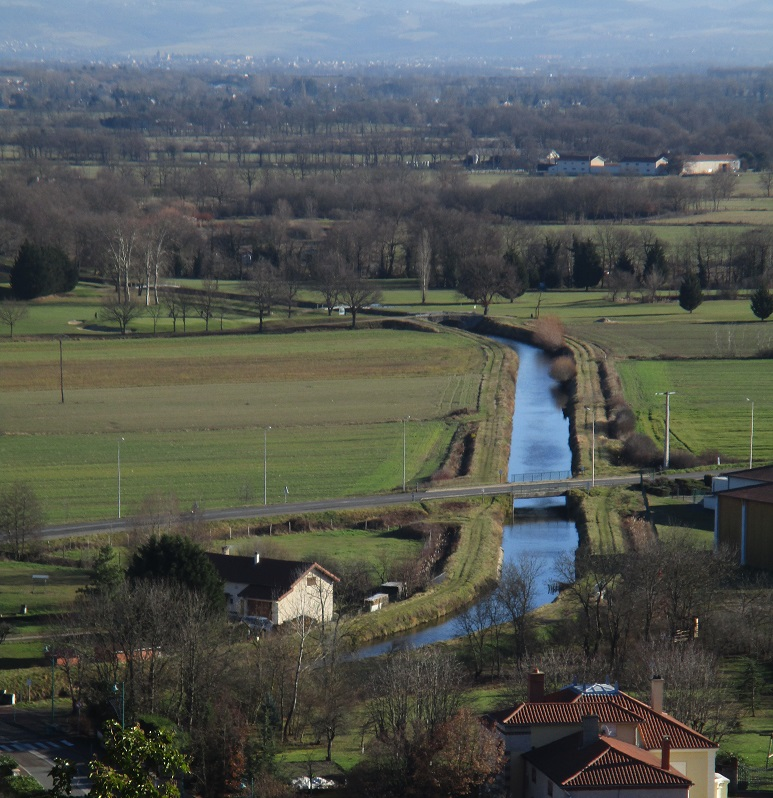
Canal du Forez del pic de Saint-Romain-le-Puy estant

El desenvolupament de les societats agrícoles així com l'arribada de capitals dels jaciments carboners de Saint-Etienne permeteren un reviscolament de la plana de Forez durant el s. XIX. Els industrials de la mineria, si no nobles amb títols recents, es van embarcar en l'aventura sota l'assessorament de la societat agrària de Montbrison, que predicava els bons usos i bones pràctiques de la terra. Com que l'agricultura era rudimentària i el treball del camps ineficaç, s'embarcaren en la vasta empresa de drenar tota la plana. Séquies ben traçades esquitxaren tot el territori i les eines es modernitzaren. Encara que eliminant l'aigua de la terra, també pensaren en els períodes de sequera, perquè paradoxalment la plana de Forez és un dels països menys plujosos de França. És un problema : mentre que el consell general defensava l'eliminació de les basses, acusades de propagar malalties i febres, els pagesos volien conservar-les per al reg dels camps. Finalment es crearen molts estanys tenint això en compte, encara que s'eliminaren els més insalubres. El s. XIX constituí el seu apogeu en nombre i àrea. Tanmateix, la seva distribució fou desigual i també es volgué millorar el reg mitjançant la creació de diversos canals. L'únic creat finalment fou el canal Forez, la construcció del qual es va iniciar l'any 1865, al qual s'afegiren nombroses canonades per un total de 300 km de vies fluvials.
Això produí un canvi del paisatge. No només canviaren els sòls, sinó també l'agricultura. Amb el regadiu es desenvolupà el prat de pastura amb rendiments pobres, així com erms "inútils". Per tant, la ramaderia es desenvolupà massivament, alhora que la demanda de carn de Saint-Étienne era forta. Alhora els agricultors beneficiaren de més animals de tir per al treball del camp. Possessió noble i necessitat militar, la cria de cavalls també es va estendre de la mà dels que ja s'anomenen senyors de Forez. Aquests darrers van organitzar el seu domini segons un ideal aristocràtic, afegint a la gran plaça i granja isolada, un castell i un parc. És en darrera instància segons la seva conveniència que es desenvolupa una vegetació alta a la plana, amb la plantació de boscos al voltant de les basses i grans camins boscosos. L'emprayatge permet i obliga sobretot la creació de bardisses per a tancar els prats.
Amb aquesta revolució agrícola la plana de Forez es transformà. D'un paisatge nu fet de landes i camps mediocres, el s. XIX marca l'arribada d'un paisatge de landes, alternades camps i prats verds. Els arbres, abans rars, ara l'esquitxen àmpliament. El paisatge de Foréz es troba reinventat de la mà de l'home.

## Cultura i patrimoni

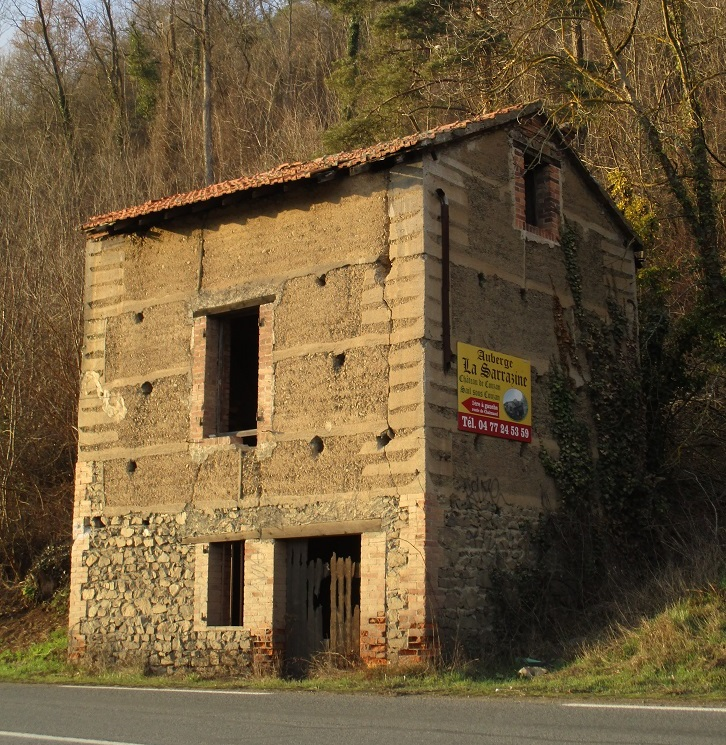
Caseta de vinya a Boën

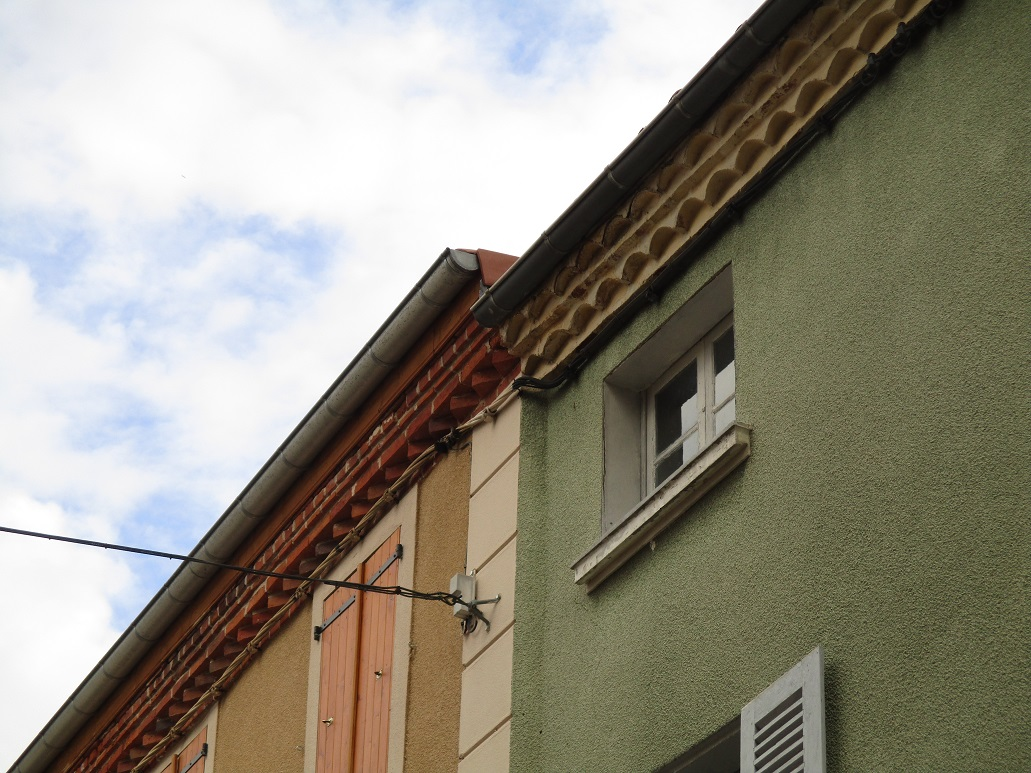
Cornises d'edificis residencials a Sury-le-Comtal

### Arquitectura comuna i tradicional
En el seu hàbitat i les seves granges, l'arquitectura tradicional de Forez és relativament variada. Aquesta diversitat prové directament de la gran diversitat de relleus i components geològics. Així, sorgeixen dos grans àmbits, sent més o menys abrupta la transició entre ells: una vasta depressió composta per sediments argilosos-sorrencs a la plana de Forez i una regió granítica de mitja muntanya amb valls estretes a les muntanyes de Forez. Així dos materials són el fonament de la majoria de les construccions: terra per a la tova per sota dels 500 mètres sobre el nivell del mar, pedra de granit més amunt. La coberta a dues aigües baixa és la norma pràcticament arreu i tradicionalment coberta amb teules àrabs. No obstant això, la teula plana ha arribart a ocupar en alguns casos un lloc important a la plana a partir de 1900.
A la plana, generalment, la propietat rural rudimentària és baixa, encara de tova, comprèn sota un mateix sostre l'habitatge i el graner/estable encabits en un volum compacte però sense cap ordre real. D'altra banda, la granja isolada del segle xix, que domina un vast terreny, és molt més àmplia. De forma generalment quadrada, envoltada d'alts murs, presenta grans edificis ben ordenats que envolten un gran pati. L'hàbitat dels pobles de la plana també és de tova, rarament de pedra. Sobretot, constitueix la base de totes les construccions de tova, des del simple mur fins al graner. Quan la pedra no prové directament del sòl i dels primers contraforts del monts de Forez, s'utilitzen còdols provinents dels diferents rius. Els marcs de les finestres i les portes són de fusta o de maons d'argila, la seva explotació es va fer molt important al s. XIX. Cornises compostes de teules o maons adornen el conjunt.
A mesura que s'acendeix la tova va desapareixent, deixant pas al granit com a principal material de construcció. En aquests casos, usualment, la finca està construïda quasi exclusivament en pedra local, molt rarament tallada. La pedra tallada s'utilitza principalment per a marcs i pedres cantoneres. El basalt apareix de vegades quan la construcció té lloc en un cim basaltic. Arribat tard, en una època en què la construcció de granges ja s'havia fet poc freqüent, el maó no hi és habitual. Construïda directament sobre el sòl de granit, la finca s'adapta al terreny i té inicialment sota la mateixa coberta el seu habitatge i les seves estances destinades a l'ús agrícola. Més tard, i amb la millora de les condicions de vida i d'explotació, la propietat rural va créixer, va augmentar d'alçària, va difondre o, de vegades, amplià les seves edificacions en llargada o en forma de L. La distribució heterogènia de les obertures va deixar pas cada cop més al seu esquema durant el s. XIX. De vegades s'aprofiten els avantatges del terreny per a construir-hi una remunta que permeti l'accés dels carros al graner, l'estable és a sota.
La galeria ha estat des de fa temps un element essencial de l'antiga granja de la plana o la muntanya, especialment a la part nord-oest del Forez. Una mena de balcó de fusta arrecerat sota la teulada al qual s'enfila per una escala, l'atri permet d'accedir als salons en alçada. Encara construït en gran part fins al s. XVIII, el seu ús gairebé va desaparèixer després. Encara hi havia 280 maisons a la dècada de 1980.

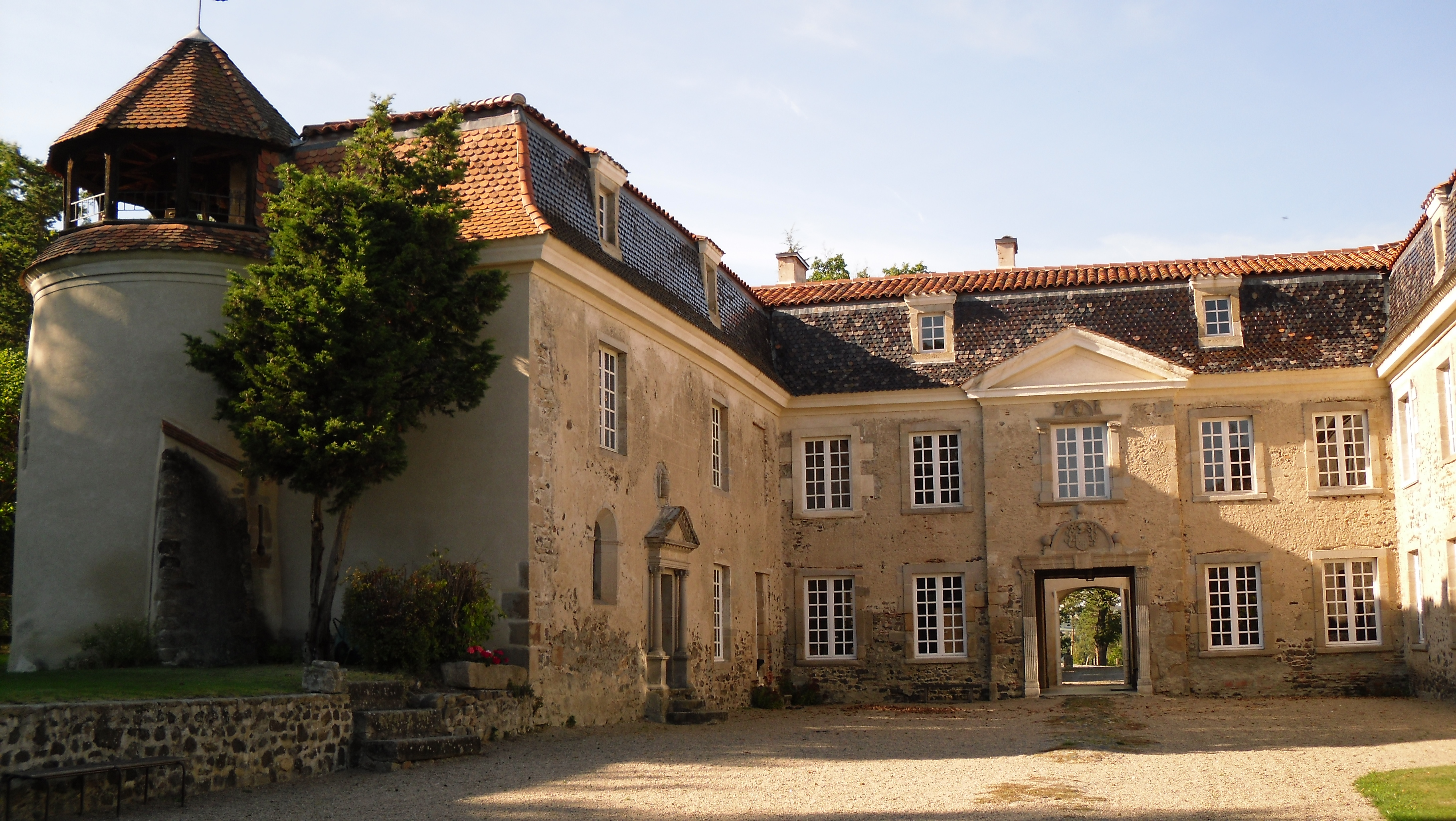
Castell de Goutelas
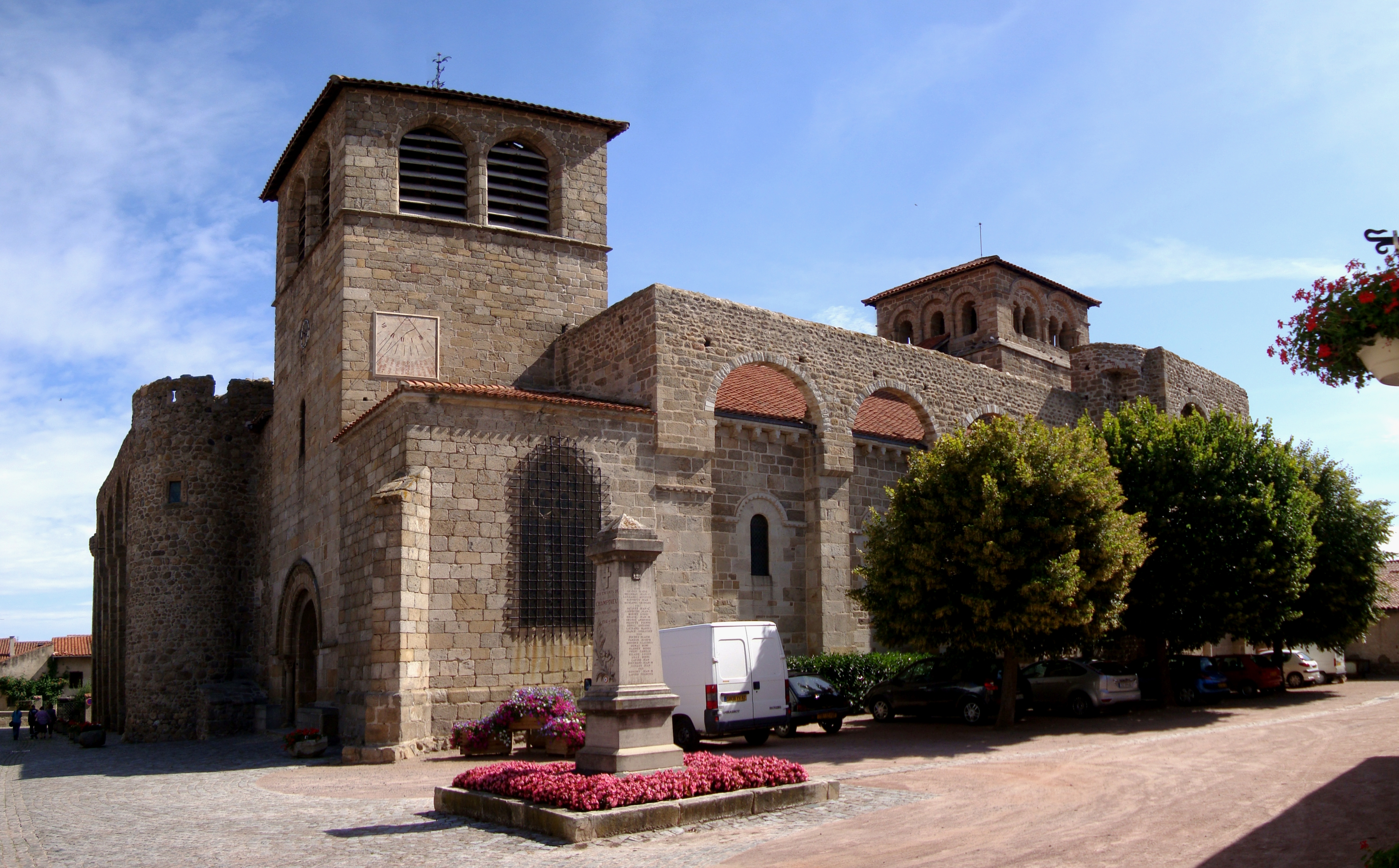
L'església i el priorat de Champdieu
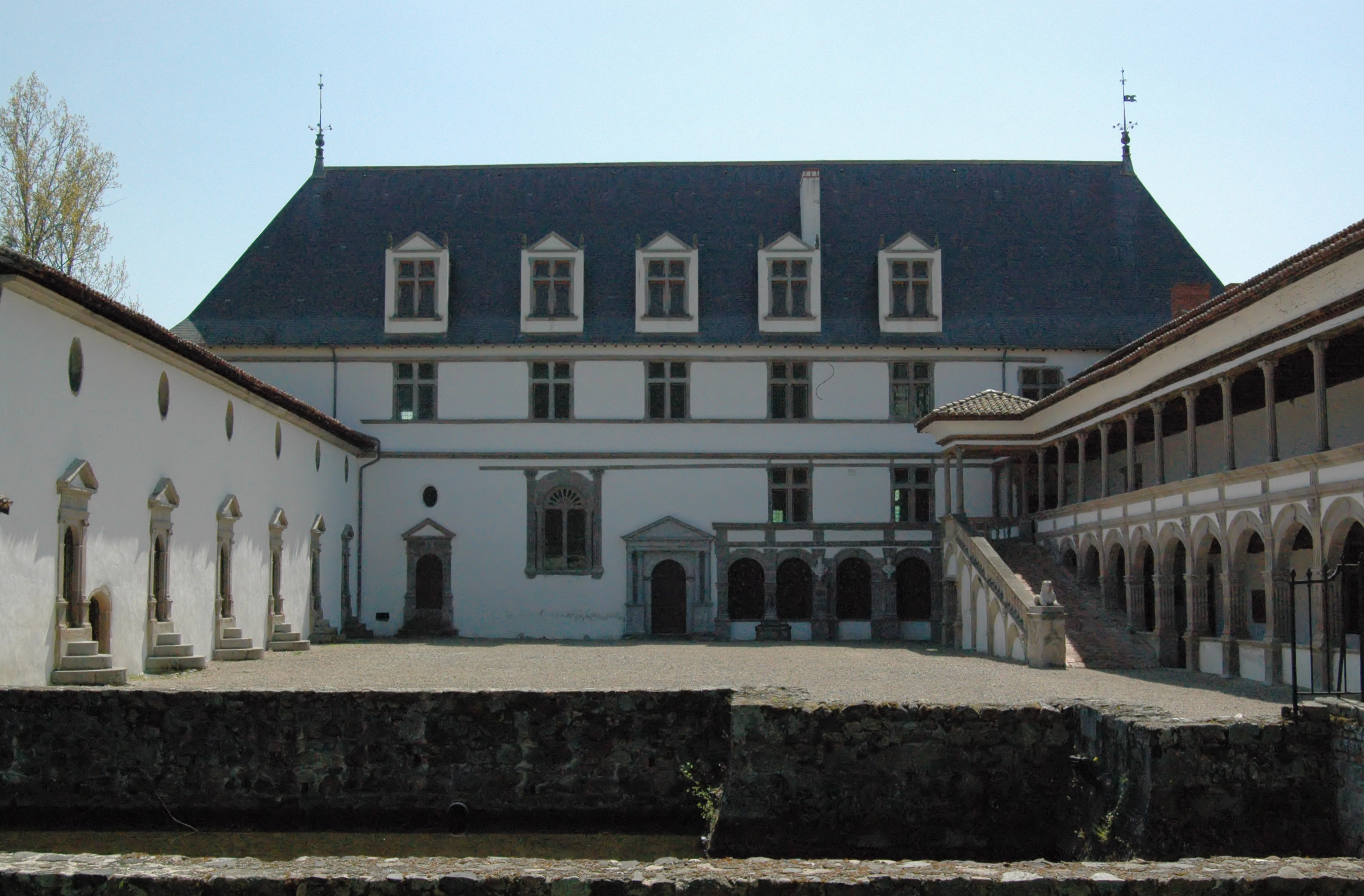
El castell de Bastie d'Urfé

### Gastronomia
Dos productes de la regió de Forez beneficien cadascun d'una AOC i destaquen com a part de la formació de la identitat cultural de Forez: Fourme de Montbrison i côtes-du-Forez.

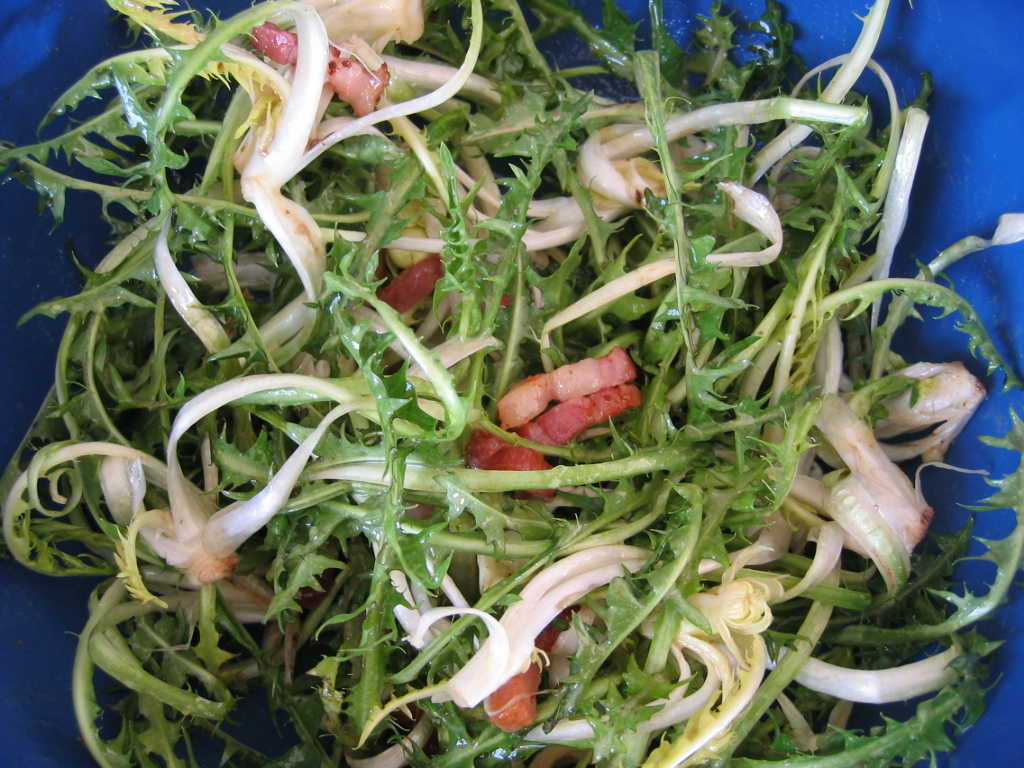
Salade de pissenlit
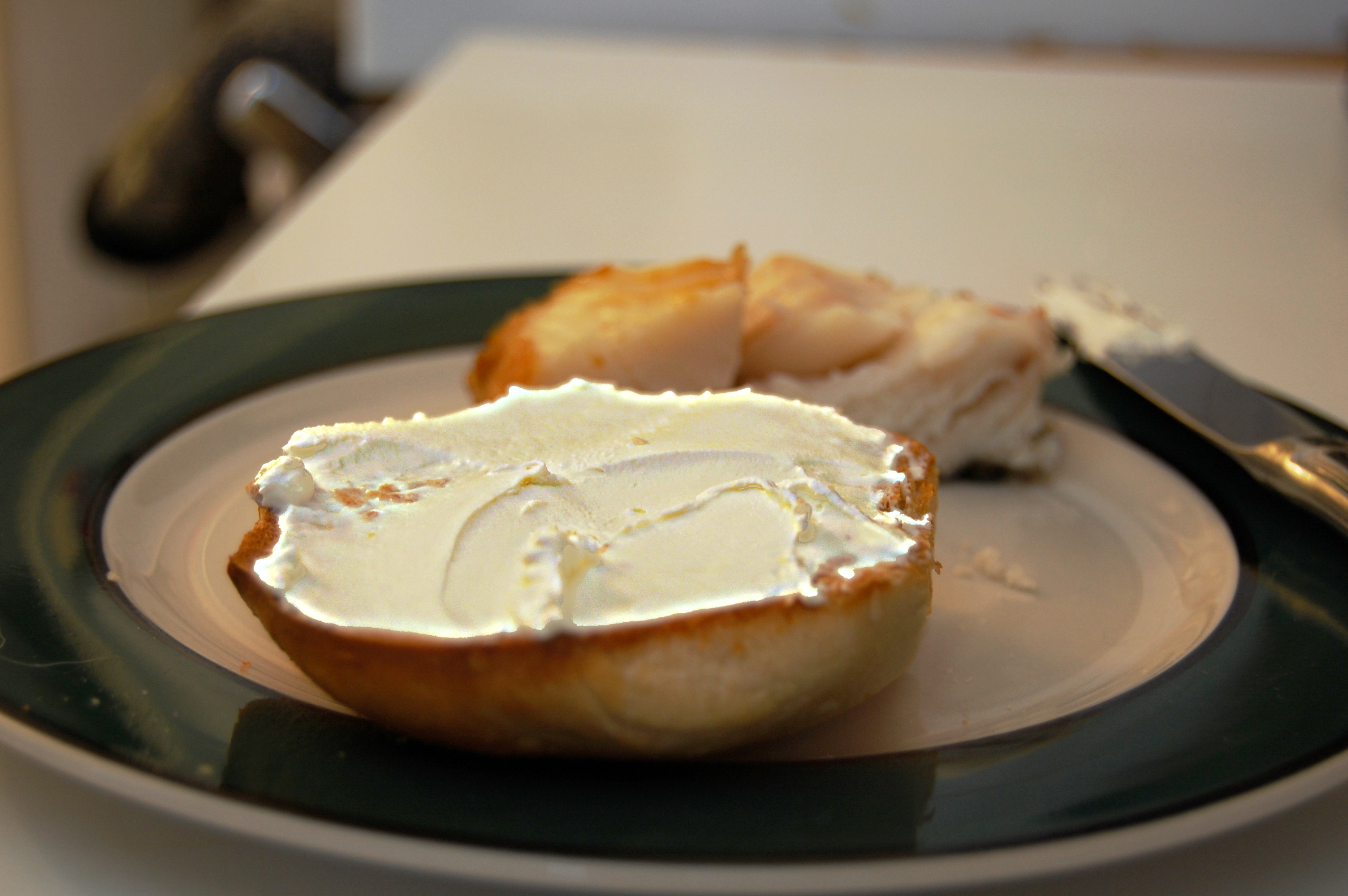
Sarasson
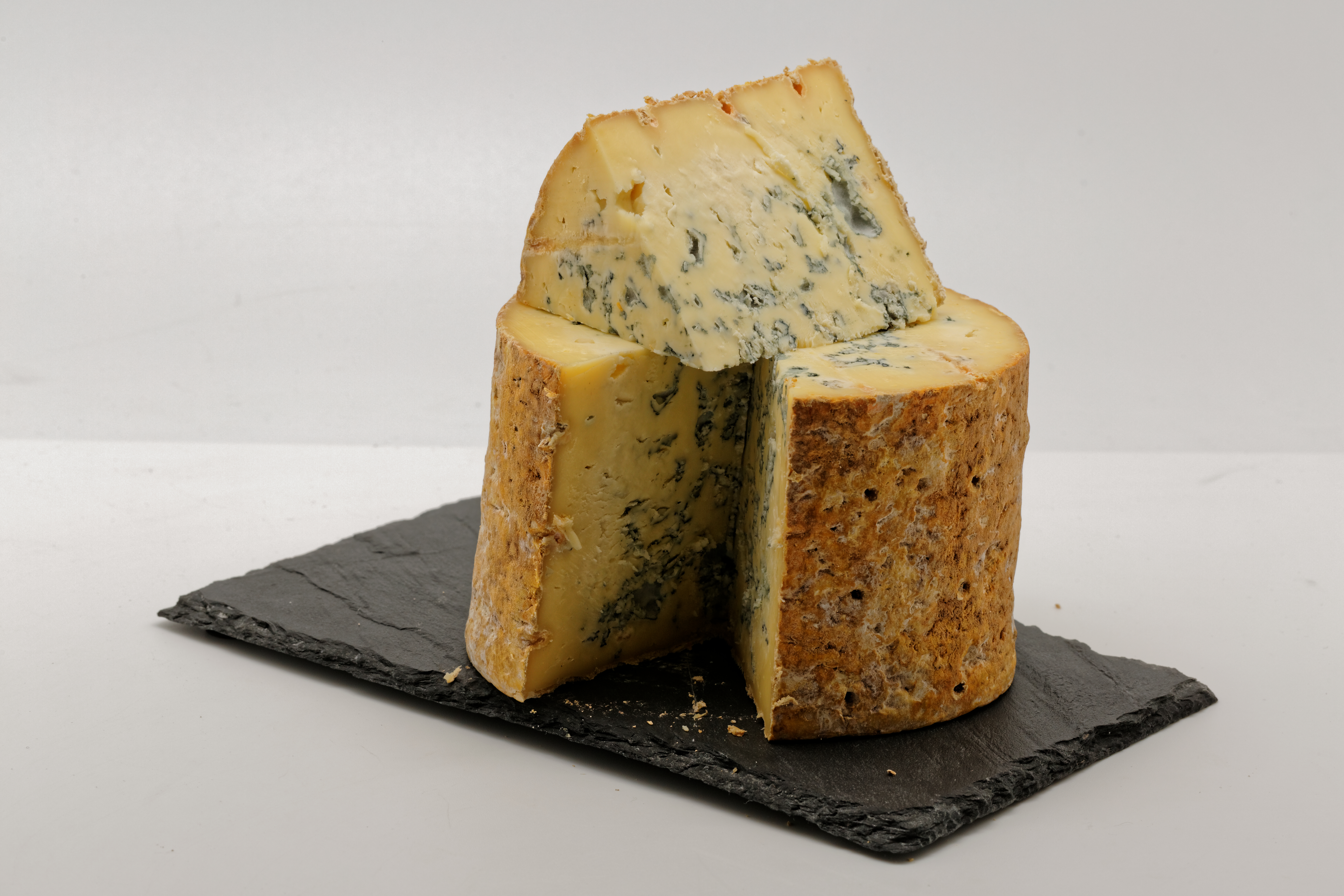
Fourme de Montbrison
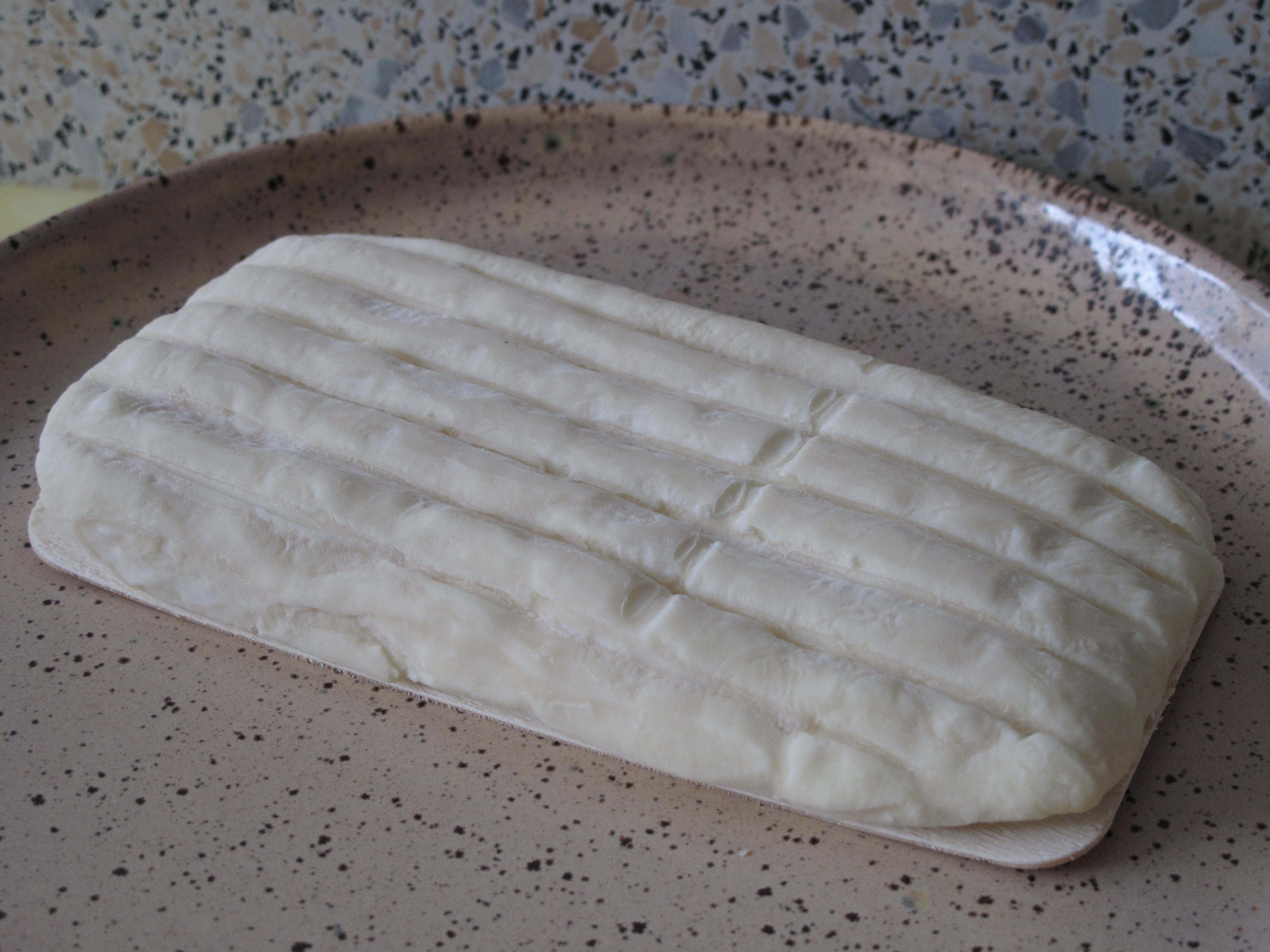
Brique
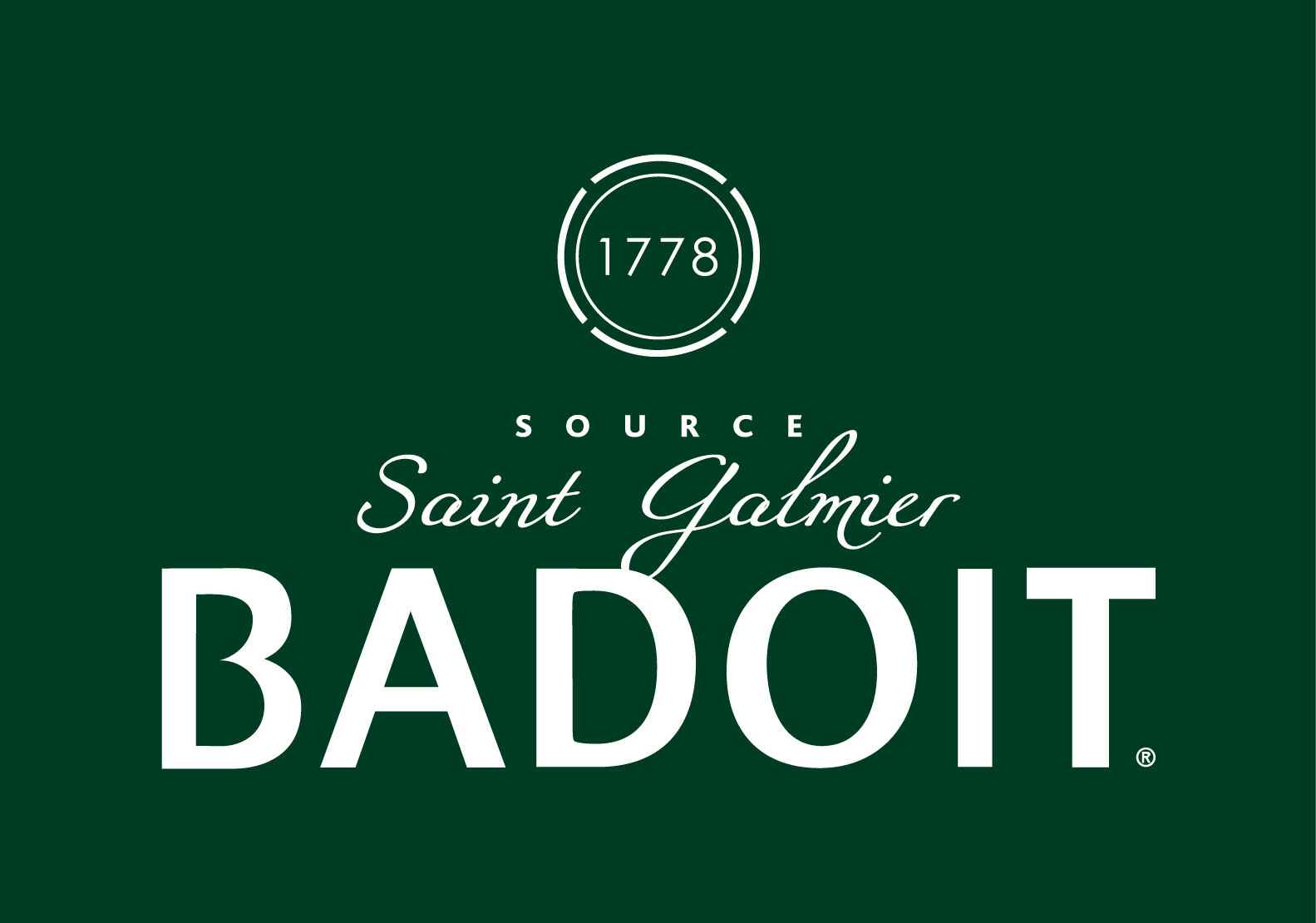
Badoit

### Algunes personalitats vinculades a Forez
- Honoré d'Urfé (1568-1625), nascut a Marsella, autor de L'Astrée, la primera gran novel·la d'amor amb èxit internacional (publicada a partir de 1607) que té lloc a Forez.
- François d'Aix de La Chaise, conegut com a Père Lachaise (1624-1709), confessor de Lluís XIV. Va ser ell qui va donar a París les terres que li pertanyen, i sobre les quals es construirà a principis del s. XIX el famós cementiri parisenc que porta el seu nom. Père Lachaise va néixer al Château d'Aix, prop de Saint-Martin-la-Sauveté, a la província de Forez.
- Pierre Boulez (1925-2016), compositor, pedagog i director d'orquestra, nascut a Montbrison
- Aimé Jacquet (nascut el 1941 a Sail-sous-Couzan), entrenador de la selecció francesa de futbol, campió del món el 1998
- François Mauriac havia pres Forez com a pseudònim quan era escriptor de resistència durant la Segona Guerra Mundial.

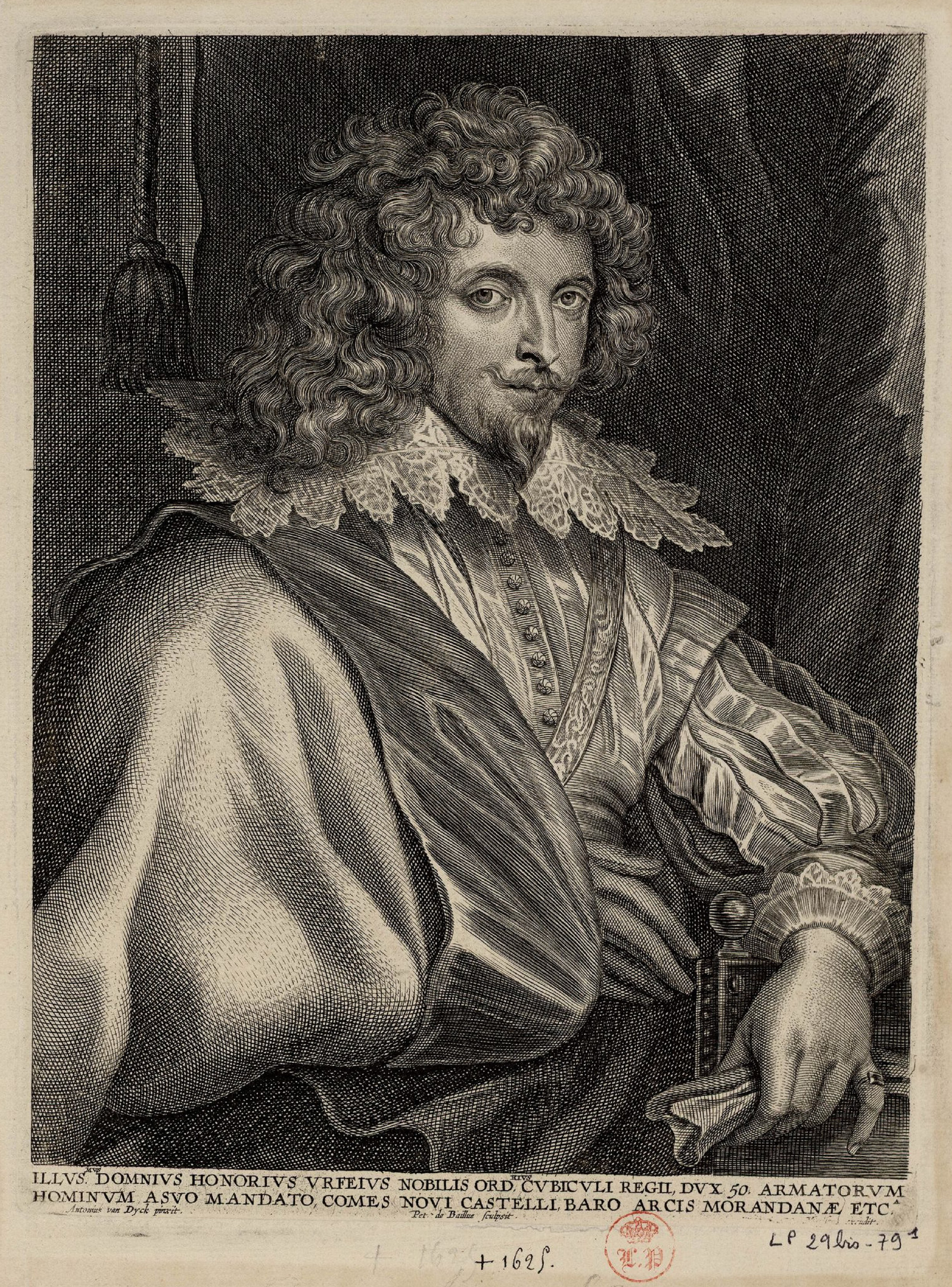
L'escriptor Honoré d'Urfé, autor de L'Astrée
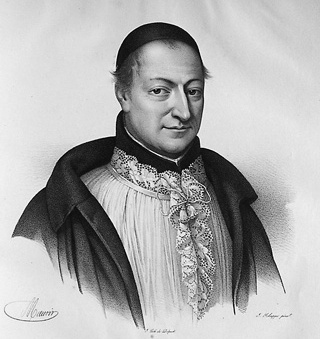
Pere Lachaise
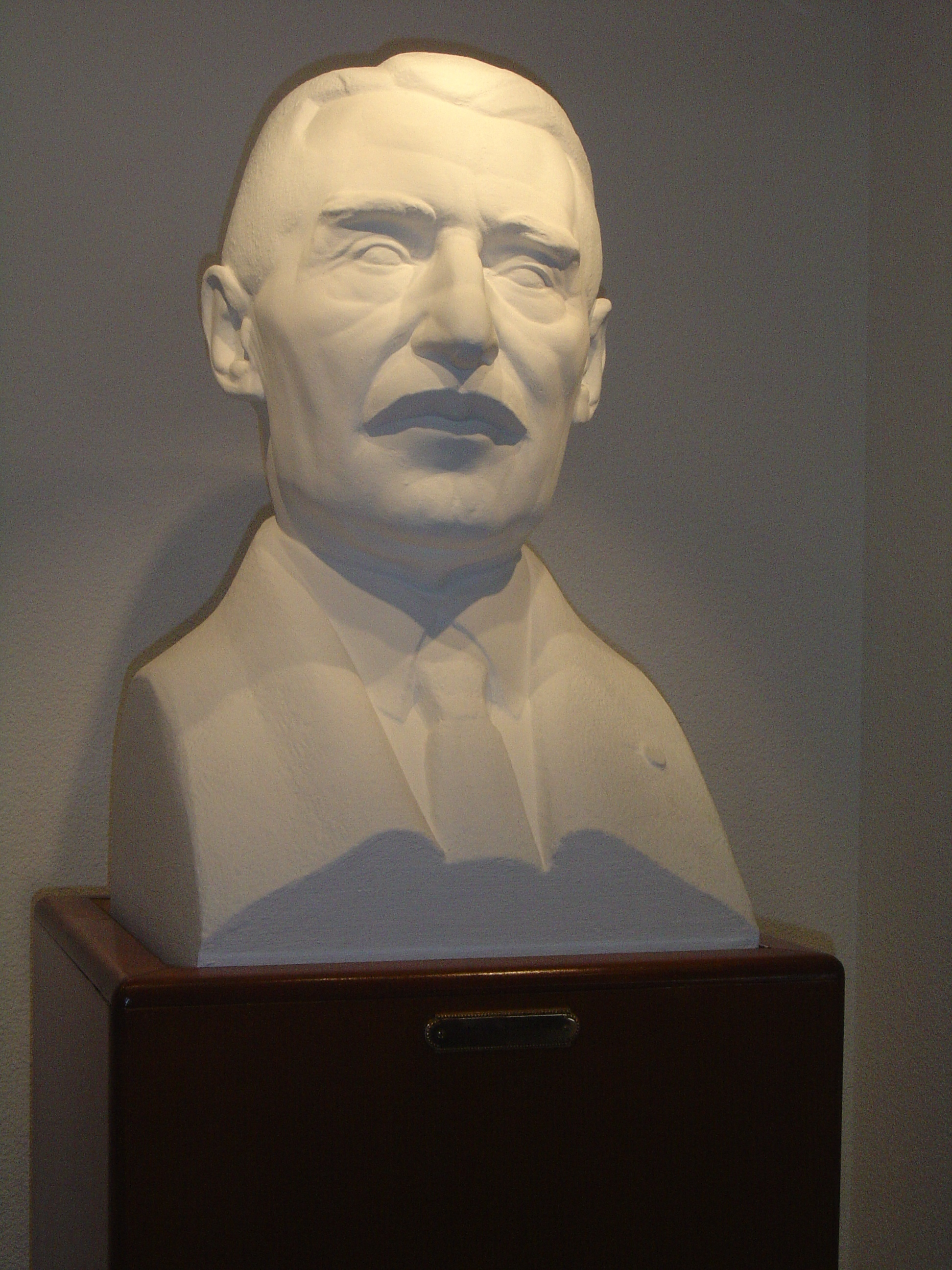
El fundador del grup Casino Geoffroy Guichard
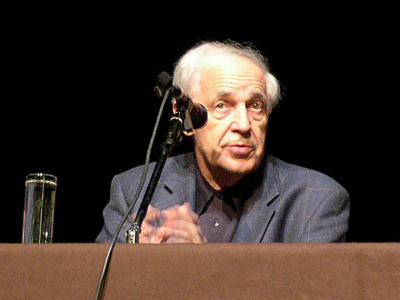
El compositor i director d'orquestra Pierre Boulez
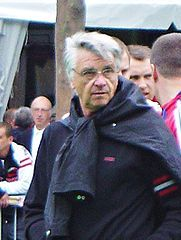
Exjugador de futbol i entrenador Aimé Jacquet
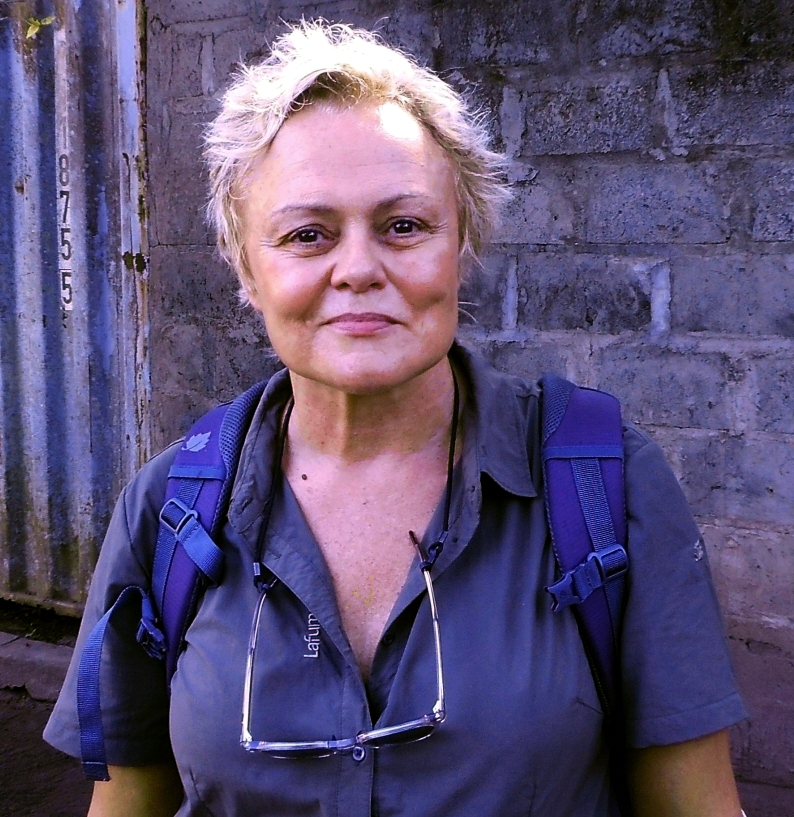
L'humorista i actriu Muriel Robin
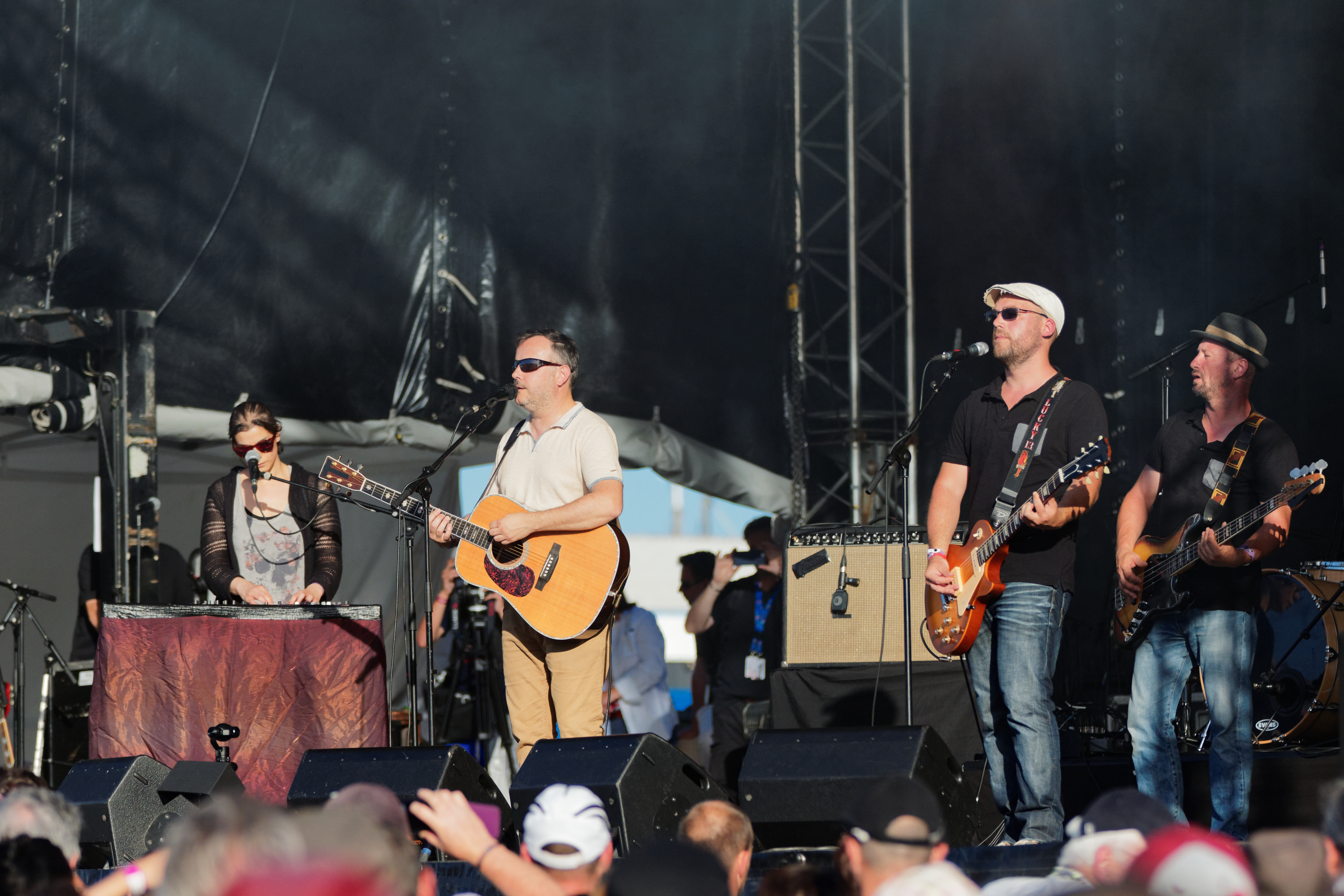
El grup Mickey 3D en concert.

### Forez a la literatura

#### L'Astree
L'Astrée és una novel·la pastoral publicada del 1607 al 1627 per Honoré d'Urfé, que ocorre a Forez, una regió que és evocada de manera molt elogiosa al principi del llibre per aquesta introducció:
| « | Prop de l'antiga ciutat de Lió, al costat de ponent, hi ha un país anomenat Forez, que en la seva petitesa conté el que és més rar a la resta de la Gàl·lia, és dividida en planures i muntanyes, aquestes dues tan fèrtils les unes com les altres, i situada en un aire tan temperat, que la terra hi és capaç de tot el que el llaurador podria desitjar. però una de les més belles és Lignon, que vague en el seu curs, així com dubtosa en la seva font, serpenteja per aquesta plana de les altes muntanyes de Cervières i Chalmazel fins a Feurs, on el Loira la rep, i li fa perdre el seu nom propi, portant-lo com a homenatge a l'Oceà. | » |

L'orgull aparent de l'autor del text anterior ve probablement del fet que ell mateix era un habitant de la regió descrita, i això al castell renaixentista de Bastie d'Urfé, construït pel seu avi, Claude d'Urfé. Així mateix, i per això el llibre ha perdurat al llarg dels segles des que es va escriure, el teatre de les accions que s'hi relata encara és present al Forez i, ha mantingut els mateixos noms, els llocs i els itineraris són especialment propis per a l'evocació de la novel·la. Així, al costat de la Bastie d'Urfé (Saint-Étienne-le-Molard), al llarg del Lignon du Forez, s'ha creat una petita ruta turítica: els Camins d'Astrée.
El Lignon du Forez, encara avui present, ocupa un lloc important en l'obra d'Honoré d'Urfé, i és descrit de la següent manera per l'autor: « … El curs d'aquest riu, que passa, contra les muralles de la ciutat de Boën, sembla tallar aquesta plana gairebé pel mig, passant per sota de Feurs al si del Loira... ». Astrée ha impressionat tant que a Forez, als voltants de Boën, s'ha creat la Comunitat de Communs del Pays d'Astrée.
Gran obra literària s. XVII, l'Astrée de vegades s'anomena "la novel·la de novel·les" «le Roman des romans», primer per la seva mida, que la fa considerar la primera novel·la riu de la literatura francesa (6 parts, 40 històries, 60 llibres, 5.399 pàgines), però també pel considerable èxit que va tenir arreu d' Europa (traduït a moltes llengues i llegit per totes les corts europees).
En el seu llibre Le Sentiment géographique (Gallimard, col·lecció "Le Chemin", 1976; "L'Imaginaire", 1989) el novel·lista Michel Chaillou ofereix un somni al voltant de les primeres pàgines de L'Astrée que representa una etapa en el redescobriment del text en l'època contemporània:
| « | M'agradaria parlar d'un llibre, L'Astrée, molt llegit sota Lluís XIII, m'agradaria que fos un país, un país amb pobles i turons, caseriuss i granges aïllades, un país al qual els passos poden arribar i els ramats inverteixen, però els prats romanen al seu lloc entre Roanne i Saint-Étienne i llegir no és caminar, a primera vista. | » |

#### Víctor de Laprade i les seves obres
Víctor de Laprade, poeta i escriptor va néixer a Montbrison l'any 1812. Lligat a la seva regió natal, pren Le Forez diversos cops com a escenari de les seves novel·les. Així ho evoca en termes apassionats en una carta a Jean Tisseur el 17 de juny de 1881:
| « | Contemplo amb amor des de la meva gandula, aquesta plana i aquestes muntanyes de les quals conec els plecs més petits. Aquest país és completament el meu autor: em va donar cor i ànima; només em porta records pacífics i sagrats. | » |

La seva gran història del Forez és Pernette, que va escriure i publicar cap al 1869. La situa molt precisament entre Montbrison i Pierre-sur-Haute, als municipis de Roche i Saint-Bonnet-le-Courreau. Narra la invasió de Forez per part de les tropes cosaques després de l'abdicació de Napoleó I el 1814, a través d'una família de pagesos. Pierre n'és membre, i lidera una resistència a l'invasor, que el porta a una baralla durant la qual mor als braços de la seva jovenissima esposa, Pernette. Al llarg d'aquest idil·li, s'amaga un rebuig al Primer Imperi, i a través d'aquest, al Segon Imperi de Napoleó III. Victor de Laprade pagarà el preu i serà revocat de les seves funcions com a professor. Acabarà els seus dies a Lió, però voldrà ser enterrat a Montbrison, on va tenir lloc una cerimònia funerària a la col·legiata de Notre-Dame.